# Kata Blanka Vas
Kata Blanka Vas (Budapest, 3 de septiembre de 2001) es una deportista húngara que compite en ciclismo en las modalidades de ruta, montaña y ciclocrós.
Ganó una medalla de oro en el Campeonato Mundial de Ciclismo en Ruta de 2023 y una medalla de plata en el Campeonato Europeo de Ciclismo en Ruta de 2021, en la prueba de ruta sub-23. En ciclocrós obtuvo dos medallas en el Campeonato Europeo de Ciclocrós, en los años 2021 y 2022.
Participó en los Juegos Olímpicos de Tokio 2020 en ciclismo de montaña, ocupando el cuarto lugar en la prueba de campo a través.

## Medallero internacional
| Campeonato Mundial | Campeonato Mundial    | Campeonato Mundial | Campeonato Mundial |
| Año                | Lugar                 | Medalla            | Competición        |
| ------------------ | --------------------- | ------------------ | ------------------ |
| 2023               | Glasgow (Reino Unido) | Medalla de oro     | Ruta sub-23        |
| Campeonato Europeo |                       |                    |                    |
| Año                | Lugar                 | Medalla            | Competición        |
| 2021               | Trento (Italia)       | Medalla de plata   | Ruta sub-23        |

| Campeonato Europeo | Campeonato Europeo        | Campeonato Europeo | Campeonato Europeo |
| Año                | Lugar                     | Medalla            | Competición        |
| ------------------ | ------------------------- | ------------------ | ------------------ |
| 2021               | Col du Vam (Países Bajos) | Medalla de plata   | Individual         |
| 2022               | Namur (Bélgica)           | Medalla de bronce  | Individual         |

## Palmarés

### Ciclocrós
2018-19
- Campeonato de Hungría Ciclocrós

2019-20
- Campeonato de Hungría Ciclocrós

2020-21
- 2.ª en el Campeonato Europeo de Ciclocrós Sub-23
- Campeonato de Hungría Ciclocrós
- Bredenecross
- Rýmařov
- Gościęcin
- Gullegem

2021-22
- 2.ª en el Campeonato Europeo de Ciclocrós
- Campeonato de Hungría Ciclocrós
- Vlaamse Druivencross

2022-23
- 3.ª en el Campeonato Europeo de Ciclocrós

### Carretera
2020
- 2.ª en el Campeonato de Hungría Contrarreloj
- Campeonato de Hungría en Ruta

2021
- Campeonato de Hungría Contrarreloj
- Campeonato de Hungría en Ruta
- 2.ª en el Campeonato Europeo en Ruta sub-23

2022
- Campeonato de Hungría Contrarreloj
- Campeonato de Hungría en Ruta

2023
- 1 etapa de la Vuelta a Suiza
- Campeonato de Hungría Contrarreloj
- Campeonato de Hungría en Ruta
- 1 etapa del Giro de Italia Femenino
- Campeonato Mundial en Ruta sub-23

2024
- Campeonato de Hungría en Ruta
- 1 etapa del Tour de Francia Femenino

2025
- Campeonato de Hungría en Ruta
- 1 etapa del Tour de Romandía